# Englerina concinna
Englerina concinna är en tvåhjärtbladig växtart som beskrevs av R.M. Polhill & D. Wiens. Englerina concinna ingår i släktet Englerina och familjen Loranthaceae. Inga underarter finns listade i Catalogue of Life.